# TT183
TT183 (Theban Tomb 183) è la sigla che identifica una delle Tombe dei Nobili ubicate nell’area della cosiddetta Necropoli Tebana, sulla sponda occidentale del Nilo dinanzi alla città di Luxor, in Egitto. Destinata a sepolture di nobili e funzionari connessi alle case regnanti, specie del Nuovo Regno, l'area venne sfruttata, come necropoli, fin dall'Antico Regno e, successivamente, sino al periodo Saitico (con la XXVI dinastia) e Tolemaico.

## Titolare
TT183 era la tomba di:
| Titolare  | Titolo                                                            | Necropoli | Dinastia/Periodo           | Note                                               |
| --------- | ----------------------------------------------------------------- | --------- | -------------------------- | -------------------------------------------------- |
| Nebsumenu | Capo degli Amministratori, Amministratore nella Casa di Ramses II | El-Khokha | XIX dinastia (Ramses II ?) | versante est; a sud della TT48 e a nord della TT32 |

## Biografia
Paser, Sindaco della Città del Sud (Tebe, fu suo padre, Tuia sua madre; Bekmut fu sua moglie. Hunefer fu suo fratello, anch'egli Sindaco della Città del Sud e Amministratore nel tempio di Amenhotep I, marito di Inihy e probabile titolare della TT385. Altro fratello, pure citato nelle rappresentazioni parietali, è Paheripezet.

## La tomba
TT183 si sviluppa con planimetria a "T" rovesciata tipica delle sepolture del periodo; l'accesso avviene da un cortile in cui sono rappresentati (1 in planimetria) un re (non identificato), Henefer (2), il defunto purificato da preti (3), quattro statue del defunto (4-5-6-7). Un corridoio, sulle cui pareti (8) sono rappresentati il defunto e il padre dinanzi a Ra-Horakhti e Maat, sulla sinistra, e il defunto e Honefer dinanzi a Osiride e Iside, sulla destra, immette in una sala trasversale. Sulle pareti: scene molto danneggiate di rituali (9) e sul lato corto occidentale (10), anche queste molto danneggiate, stele con doppia scena del defunto che, sotto un inno a Osiride (?), adora il simbolo di Nefertum (?) con testi che riguardano il padre e Honefer e un pilastro Djed innalzato dal defunto. Poco oltre (11) scene rituali e su tre registri sovrapposti (14) riti sulla mummia, brani dal Libro delle Porte e il defunto che offre al fratello Honefer e a sua moglie; sul lato corto orientale (13), su una stele, il defunto adora Osiride; seguono (12) scene di riti sulla mummia, brani e scene dal Libro delle Porte e il defunto, con il fratello Paheripezet e la madre, seduti con altri parenti.
Un corridoio, preceduto da statue del defunto e sulle cui pareti (15) sono rappresentati il defunto e la moglie in adorazione con testi danneggiati, immette in una sala perpendicolare alla precedente. Sulle pareti: il defunto (16) rivolto verso l'ingresso; (17) sei scene del Libro delle Porte, il defunto e la moglie ricevono offertorio da preti; poco oltre, scene di psicostasia con Thot e Maat che trascrivono i risultati della pesatura in presenza del mostro Ammit; il defunto presentato a Osiride da Thot e, successivamente Horus che lo presenta a Osiride, Iside e Nephtys. Sulla parete opposta (18), in due scene su due registri sovrapposti, la processione funeraria con la madre del defunto e altre donne della famiglia, il sarcofago trainato e la mummia posta su una barca; Horus che presenta il defunto a Osiride, Iside e Nephtys.
Un secondo corridoio, sulle pareti del quale (19) sono rappresentati il defunto e la moglie in adorazione, seguiti dal ba, dà accesso ad una seconda sala in prosecuzione della precedente sulle cui pareti: su due registri (20) due scene dal Libro delle Porte con il defunto che offre libagioni a Thot e Maat e scene di offertorio; sulla parete opposta (21) su due registri, il defunto dinanzi a Osiride e il defunto che offre libagioni alla dea dell'Occidente (Mertseger). Sul fondo, in una nicchia (22) dipinti di Osiride e di un'altra divinità.

### Annotazioni
1. ↑  La numerazione dei locali e delle pareti segue quella di Porter e Moss 1927, p. 282.
2. ↑  La prima numerazione delle tombe, dalla numero 1 alla 253, risale al 1913 con l’edizione del "Topographical Catalogue of the Private Tombs of Thebes" di Alan Gardiner e Arthur Weigall. Le tombe erano numerate in ordine di scoperta e non geografico; ugualmente in ordine cronologico di scoperta sono le tombe dalla 253 in poi.
3. ↑  I campi della Duat, ovvero l'aldilà egizio, si trovavano, secondo le credenze, proprio sulla riva occidentale del grande fiume.
4. ↑  Nella sua epoca di utilizzo, l'area era nota come "Quella di fronte al suo Signore" (con riferimento alla riva orientale, dove si trovavano le strutture dei Palazzi di residenza dei re e i templi dei principali dei) o, più semplicemente, "Occidente di Tebe".
5. ↑  le Tombe dei Nobili, benché raggruppate in un'unica area, sono di fatto distribuite su più necropoli distinte.
6. ↑  Le note, sovente di inquadramento topografico della tomba, sono tratte dal "Topographical Catalogue" di Gardiner e Weigall, ed. 1913 e fanno perciò riferimento alla situazione dell'epoca.
7. ↑  Hunefer, titolare della TT385 reca infatti il titolo di Sindaco della Città del Sud, e quello di Supervisore ai granai delle offerte divine di Amon.

### Fonti
1. ↑  Gardiner e Weigall 1913.
2. ↑  Donadoni 1999,  p. 115.
3. ↑  Gardiner e Weigall 1913, p. 32.
4. ↑  Porter e Moss 1927,  p. 279.
5. ↑  Gardiner e Weigall 1913, pp. 32-33.
6. ↑  Gardiner e Weigall 1913, p. 33.
7. ↑  Porter e Moss 1927,  p. 289.
8. ↑  Porter e Moss 1927,  pp. 289-290.